# Lista de estádios da Premier League
Esta lista de estádios da Premier League compreende os estádios que sediaram partidas da Premier League, a mais alta divisão do futebol inglês. Desde a criação da liga, cinquenta e quatro estádios sediaram partidas oficiais. As partidas da rodada inaugural da Premier League ocorreram em 15 de agosto de 1992 entre onze equipes. Após o desastre de Hillsborough, em 1989, o Relatório Taylor recomendou o fim das arquibancadas abertas e a implantação de arquibancadas com cadeiras numeradas. Contudo, após o retorno do Fulham FC à Divisão 1 durante a temporada 200-2911, as arquibancadas abertas foram readmitidas temporariamente. O clube acabou tendo de mandar seus jogos no Loftus Road por conta de atrasos nas reformas de seu estádio, o Craven Cottage.
Turf Moor tornou-se o 50º estádio da Premier League ao sediar uma partida entre Burnley e Manchester United, em 19 de agosto de 2009. O estádio Dean Court tornou-se o mais recente estádio a sediar uma partida do campeonato, quando o Bournemouth enfrentou o Aston Villa em 8 de agosto de 2015. O maior estádio da Premier League em capacidade total é o Old Trafford, pertencente ao Manchester United, com capacidade para 75,635 espectadores; enquanto o menor estádio é o Dean Court, com capacidade para 11,700 espectadores.

## Estádios da Premier League
| Estádio                   | Estádio | Equipe mandante              | Localização         | Inauguração | Fechamento | Capacidade |
| ------------------------- | ------- | ---------------------------- | ------------------- | ----------- | ---------- | ---------- |
| Anfield                   |         | Liverpool FC                 | Liverpool           | 1884        |            | 54,074     |
| Ayresome Park             |         | Middlesbrough                | Middlesbrough       | 1913        | 2006       | 26,667     |
| Bloomfield Road           |         | Blackpool                    | Blackpool           | 1899        |            | 16,220     |
| Boleyn Ground             |         | West Ham United              | Londres             | 1904        | 2016       | 35,345     |
| Boundary Park             |         | Oldham Athletic              | Oldham              | 1904        |            | 13,309     |
| Bramall Lane              |         | Sheffield United             | Sheffield           | 1855        |            | 32,702     |
| Britannia Stadium         |         | Stoke City                   | Stoke-on-Trent      | 1997        |            | 27,740     |
| Burnden Park              |         | Bolton Wanderers             | Bolton              | 1895        | 1997       | 22,616     |
| Cardiff City Stadium      |         | Cardiff City                 | Cardiff             | 2009        |            | 26,828     |
| Carrow Road               |         | Norwich City                 | Norwich             | 1935        |            | 27,033     |
| City Ground               |         | Nottingham Forest            | Nottingham          | 1898        |            | 30,602     |
| Etihad Stadium            |         | Manchester City              | Manchester          | 2003        |            | 55,000     |
| County Ground             |         | Swindon Town                 | Swindon             | 1895        |            | 14,700     |
| Craven Cottage            |         | Fulham                       | Londres             | 1896        |            | 25,700     |
| Dean Court                |         | Bournemouth                  | Bournemouth         | 1910        |            | 11,700     |
| St Mary's Stadium         |         | Southampton                  | Southampton         | 2001        |            | 32,505     |
| DW Stadium                |         | Wigan Athletic               | Wigan               | 1999        |            | 25,138     |
| Elland Road               |         | Leeds United                 | Leeds               | 1897        |            | 39,460     |
| Emirates Stadium          |         | Arsenal                      | Londres             | 2006        |            | 60,272     |
| Ewood Park                |         | Blackburn Rovers             | Blackburn           | 1890        |            | 31,367     |
| Filbert Street            |         | Leicester City               | Leicester           | 1891        | 2002       | 22,000     |
| Fratton Park              |         | Portsmouth                   | Portsmouth          | 1898        |            | 20,978     |
| Goodison Park             |         | Everton                      | Liverpool           | 1892        |            | 39,571     |
| The Hawthorns             |         | West Bromwich Albion         | West Bromwich       | 1900        |            | 26,445     |
| Highbury                  |         | Arsenal                      | Londres             | 1913        | 2006       | 38,419     |
| Highfield Road            |         | Coventry City                | Coventry            | 1899        | 2005       | 23,489     |
| Hillsborough Stadium      |         | Sheffield Wednesday          | Sheffield           | 1899        |            | 39,812     |
| MKM Stadium               |         | Hull City                    | Kingston upon Hull  | 2002        |            | 25,586     |
| King Power Stadium        |         | Leicester City               | Leicester           | 2002        |            | 32,500     |
| Liberty Stadium           |         | Swansea City                 | Swansea             | 2005        |            | 20,937     |
| Loftus Road               |         | Queens Park Rangers / Fulham | Londres             | 1904        |            | 18,439     |
| Macron Stadium            |         | Bolton Wanderers             | Bolton              | 1997        |            | 28,723     |
| Madejski Stadium          |         | Reading                      | Reading             | 1998        |            | 24,161     |
| Maine Road                |         | Manchester City              | Manchester          | 1923        | 2003       | 35,150     |
| Molineux Stadium          |         | Wolverhampton Wanderers      | Wolverhampton       | 1889        |            | 31,700     |
| Oakwell                   |         | Barnsley                     | Barnsley            | 1884        |            | 23,009     |
| Old Trafford              |         | Manchester United            | Trafford            | 1910        |            | 75,635     |
| Portman Road              |         | Ipswich Town                 | Ipswich             | 1884        |            | 30,311     |
| Pride Park Stadium        |         | Derby County                 | Derby               | 1997        |            | 33,597     |
| Riverside Stadium         |         | Middlesbrough                | Middlesbrough       | 1995        |            | 34,988     |
| St Andrew's               |         | Birmingham City              | Birmingham          | 1906        |            | 30,079     |
| St. James' Park           |         | Newcastle United             | Newcastle upon Tyne | 1880        |            | 52,405     |
| St Mary's Stadium         |         | Southampton                  | Southampton         | 2001        |            | 32,689     |
| Selhurst Park             |         | Crystal Palace / Wimbledon   | Londres             | 1924        |            | 26,309     |
| Stadium of Light          |         | Sunderland                   | Sunderland          | 1997        |            | 49,000     |
| Stamford Bridge           |         | Chelsea                      | Londres             | 1877        |            | 41,798     |
| Tottenham Hotspur Stadium |         | Tottenham Hotspur            | Londres             | 2019        |            | 62,062     |
| Turf Moor                 |         | Burnley                      | Burnley             | 1883        |            | 22,546     |
| Villa Park                |         | Aston Villa                  | Birmingham          | 1897        |            | 42,682     |
| Wembley                   |         | Seleção Inglesa de Futebol   | Londres             | 2007        |            | 90,000     |
| White Hart Lane           |         | Tottenham Hotspur            | Londres             | 1989        | 2017       | 36,284     |